# 飯島信明
飯島 信明（いいじま しんめい、1858年7月18日（安政5年6月8日）- 1933年（昭和8年）12月21日）は、明治から昭和初期の実業家、政治家。衆議院議員、山梨県東山梨郡八幡村長。

## 経歴
甲斐国山梨郡、のちの八幡村（山梨県東山梨郡八幡村を経て現山梨市南）で、飯島兵右衛門の長男として生まれた。漢学を修め、1869年（明治2年3月）家督を相続した。
1890年（明治23年）6月に製糸業を創業し、飯島製糸工場主に就任。その他、甲州金鳳社長、峡製糸取締役、七里銀行取締役、丸十繭糸商会重役、甲信石炭商会社長なども務め、蚕糸業など経済界の発展に尽力した。
政界では、1889年（明治22年）八幡村会議員に当選し1910年（明治43年）7月まで在任。1891年（明治24年）八幡岩手組合村長に就任。1894年（明治27年）8月、東山梨郡会議員に就任し1899年（明治32年）9月まで在任。同年10月、山梨県会議員に選出された。1911年（明治44年）8月、八幡村助役となり1912年（大正元年）12月まで務め、さらに1913年（大正2年）1月、八幡村長に就任し同年4月に退任した。1920年（大正9年）5月の第14回衆議院議員総選挙に山梨県第2区から立憲政友会所属で出馬して当選し、衆議院議員に1期在任した。その後、政友会山梨県支部長を務めた。
またキリスト教に入信して結城無二三が開設した八幡聖書講義所を支援し、1896年（明治29年）日下部村（日下部町）小原での教会堂（日下部教会）建設に尽力し、同教会の活動を支えた。